# Dan Goldie
Dan Goldie (* 3. Oktober 1963 in Sioux City, Iowa) ist ein ehemaliger US-amerikanischer Tennisspieler.

## Leben
Goldie studierte an der Stanford University und gewann 1986 die NCAA-Meisterschaften im Einzel mit einem Finalerfolg gegen Richey Reneberg. Er wurde zudem in die Bestenauswahl All-American gewählt. Er schloss sein Studium mit dem Bachelor in Wirtschaftswissenschaft ab und wurde Tennisprofi. Seinen ersten Turniersieg auf der ATP Tour errang er 1987 in Newport, wo er an der Seite von Larry Scott auch den Doppeltitel errang. Im darauf folgenden Jahr gewann er jeweils seinen zweiten und gleichzeitig letzten Titel in der Einzel- und Doppelkonkurrenz. Seine höchste Notierung in der Tennisweltrangliste erreichte er 1989 mit Position 27 im Einzel sowie Position 40 im Doppel.
Sein bestes Einzelergebnis bei einem Grand-Slam-Turnier war das Erreichen des Viertelfinales in Wimbledon 1989, unter anderem durch einen Sieg über Jimmy Connors. Zudem stand er im Achtelfinale der US Open 1986 und der Australian Open 1987. Sein bestes Ergebnis in der Doppelkonkurrenz war das Achtelfinale in Wimbledon 1988.

## Erfolge
| Legende                                               |
| Grand Slam                                            |
| Tennis Masters Cup                                    |
| ATP Masters Series                                    |
| ATP Championship Series ATP International Series Gold |
| ATP World Series ATP International Series (4)         |
| ATP Challenger Series (1)                             |

| ATP-Titel nach Belag |
| Hartplatz (2)        |
| Sand (2)             |
| Rasen (1)            |
| Teppich (0)          |

### Einzel

#### Turniersiege
| Nr. | Datum          | Turnier | Belag     | Finalgegner     | Ergebnis      |
| --- | -------------- | ------- | --------- | --------------- | ------------- |
| 1.  | 12. Juli 1987  | Newport | Rasen     | Sammy Giammalva | 6:7, 6:4, 6:4 |
| 2.  | 24. April 1988 | Seoul   | Hartplatz | Andrew Castle   | 6:3, 6:7, 6:0 |

### Doppel

#### Turniersiege

##### ATP Tour
| Nr. | Datum          | Turnier    | Belag | Partner     | Finalgegner                    | Ergebnis      |
| --- | -------------- | ---------- | ----- | ----------- | ------------------------------ | ------------- |
| 1.  | 12. Juli 1987  | Newport    | Sand  | Larry Scott | Chip Hooper Mike Leach         | 1:6, 6:3, 7:5 |
| 2.  | 3. Januar 1988 | Wellington | Sand  | Rick Leach  | Glenn Michibata Broderick Dyke | 6:2, 6:3      |

##### Challenger Tour
| Nr. | Datum           | Turnier  | Belag     | Partner       | Finalgegner                 | Ergebnis      |
| --- | --------------- | -------- | --------- | ------------- | --------------------------- | ------------- |
| 1.  | 13. August 1984 | Winnetka | Hartplatz | Michael Kures | Ricardo Acuña Belus Prajoux | 3:6, 6:4, 7:5 |

#### Finalteilnahmen
| Nr. | Datum            | Turnier    | Belag     | Partner     | Finalgegner                | Ergebnis |
| --- | ---------------- | ---------- | --------- | ----------- | -------------------------- | -------- |
| 1.  | 11. Oktober 1987 | Scottsdale | Hartplatz | Mel Purcell | Rick Leach Jim Pugh        | 3:6, 2:6 |
| 2.  | 4. Juli 1988     | Newport    | Rasen     | Scott Davis | Kelly Jones Peter Lundgren | 3:6, 6:7 |